# Tiburón
Tiburon (hiszp. Isla del Tiburón lub Isla Tiburón, seri Tahéjöc) – największa wyspa w Zatoce Kalifornijskiej i największa wyspa Meksyku. Jej powierzchnia wynosi 1201 km². Administracyjnie przynależy ona do meksykańskiego stanu Sonora, w okręgu Hermosillo. Wyspa położona jest przy wschodnim brzegu Zatoki Kalifornijskiej, naprzeciwko wyspy Isla Ángel de la Guarda, na której znajduje się znany park narodowy o tej samej nazwie. Tiburón jest częścią łańcucha wysp Islas Grandés, jest prawdopodobnie pochodzenia wulkanicznego.
Nazwa wyspy oznacza po hiszpańsku „rekin”. Etymologia nazwy w języku Seri jest nieznana. Wyspa jest ojczyzną pewnych klanów ludu Seri, jednak aktualnie, wyjąwszy obecność meksykańskiej bazy wojskowej, wyspa jest niezamieszkana. W 1963 roku utworzono na obszarze całej wyspy rezerwat przyrody.
Do wyspy można dostać się z Punta Chueca, która jest najbliższą wyspie miejscowością, zamieszkaną przez rybaków i członków plemienia Seri. Odległość minimalna Punta Chueca od wyspy wynosi ok. 3 km. Kanał pomiędzy Tiburónem a stałym lądem nazywany jest Canal del Infiernillo (tj. Kanał Piekła, Piekielny Kanał). Jego nazwa bierze się z trudności w nawigacji na tym obszarze, spowodowanej znacznymi pływami, osiągającymi w tym miejscu nawet 10 m. W związku z tym podczas odpływu bardzo łatwo osiąść statkiem na mieliźnie.